# Dichiarazione congiunta sino-britannica
La Dichiarazione congiunta sino-britannica (in inglese: Sino–British Joint Declaration; in cinese: 中英聯合聲明S, Zhong-ying Lianhe ShengmingP), formalmente conosciuto come Dichiarazione congiunta del governo del Regno Unito di Gran Bretagna e Irlanda del Nord e il governo della Repubblica Popolare Cinese sulla questione di Hong Kong (in inglese: Joint Declaration of the Government of the United Kingdom of Great Britain and Northern Ireland and the Government of the People's Republic of China on the Question of Hong Kong; in cinese: 中華人民共和國政府和大不列顛及北愛爾蘭聯合王國政府關於香港問題的聯合聲明S, Zhōnghuá Rénmín Gònghéguó zhèngfŭ hé Dà Búlièdiàn jí Běi Ài'ěrlán Liánhé Wángguó zhèngfŭ guānyú Xiānggǎng Wèntí de Liánhé ShēngmíngP) fu firmata dai governi del Regno Unito e della Cina il 19 dicembre 1984 nella città cinese di Pechino.
La Dichiarazione è entrata in vigore con lo scambio di strumenti di ratifica il 27 maggio 1985 ed è stata registrata da entrambi i governi presso le Nazioni Unite il 12 giugno 1985. Nella dichiarazione congiunta, il governo cinese dichiara la decisione di avviare l'esercizio della sovranità su Hong Kong (compresa l'isola di Hong Kong, la penisola di Caolun e i Nuovi Territori) dal 1º luglio 1997, data in cui il governo britannico ha consegnato Hong Kong alla Cina. Il documento definisce anche le politiche di base applicate a Hong Kong dalla Cina. 
Secondo il principio costituzionale: "un Paese, due sistemi" concordato tra il Regno Unito e la Cina, il sistema socialista non viene applicato nella Regione Amministrativa Speciale di Hong Kong e il sistema capitalista di Hong Kong rimarrà intatto per 50 anni. La dichiarazione congiunta affermava che tali politiche di base dovevano essere stabilite nella Legge fondamentale di Hong Kong. 
Dopo aver firmato la Dichiarazione, il gruppo intermediario sino-britannico è stato istituito conformemente all'allegato II della Dichiarazione con l'obiettivo di accompagnare il processo di trasferimento da Hong Kong alla Cina.

## Contesto storico
Lo scenario in cui fu fatta la dichiarazione fu la scadenza del contratto di sovranità inglese dei Nuovi Territori di Hong Kong il 1º luglio 1997. L'accordo di sovranità tra il Regno Unito e l'Impero cinese valeva per un periodo di 99 anni, a partire dal 1898. All'inizio del contratto, l'isola di Hong Kong era già stata ceduta alla Gran Bretagna per un vasto periodo ai sensi del Trattato di Nanchino nel 1842 dopo la Prima guerra dell'oppio, e anche la penisola di Caolun era stata ceduta al Regno Unito nella Convenzione di Pechino nel 1860 dopo la seconda guerra dell'oppio. La Cina ha ritenuto che questi trattati facciano parte di una serie di trattati noti come "trattati ineguali", poiché sono stati concepiti in un momento storico in cui la Cina era troppo debole per far valere i propri diritti. Questi trattati cessarono di essere riconosciuti dalla Cina nel 1949, quando i comunisti salirono al potere.
Nel marzo 1979, il governatore di Hong Kong, Murray MacLehose, visitò Pechino. Durante quella visita, iniziarono conversazioni informali sul futuro di Hong Kong. Al suo ritorno, MacLehose cercò di rassicurare gli uomini d'affari, ma ribadì che la Cina voleva riguadagnare la sovranità su Hong Kong. I negoziati formali sono iniziati con un incontro tra Deng Xiaoping (capo di Stato cinese) e Margaret Thatcher (primo ministro britannico) durante una visita di quest'ultima in Cina nel settembre 1982, che si sono estesi per 2 anni.

## Contenuto
Secondo la dichiarazione, il governo britannico si impegnava a restituire Hong Kong alla Cina il 1º luglio 1997, dopodiché Hong Kong sarebbe diventata una Regione amministrativa speciale, con un ampio grado di autonomia tranne in materia di relazioni con l'estero e di difesa, la quale è di responsabilità del governo cinese. La dichiarazione specifica inoltre che Hong Kong manterrà il suo sistema politico ed economico per 50 anni.

## Controversie
La firma della dichiarazione congiunta da parte del governo del Partito Conservatore di Margaret Thatcher in Gran Bretagna suscitò polemiche: alcuni rimasero sorpresi dal fatto che il primo ministro, essendo di ideologia di destra, avesse firmato un accordo con un governo comunista come quello cinese. La dichiarazione congiunta doveva anche essere firmata dalla regina Elisabetta II e dal presidente della Cina, Li Xiannian. 
I risultati della dichiarazione vennero messi in discussione quando una serie di mobilitazioni di massa conosciute come la Rivoluzione degli ombrelli hanno avuto luogo a Hong Kong nel settembre 2014. Un mese prima, il Congresso nazionale del popolo di Pechino aveva approvato una riforma della legge elettorale per l'elezione del capo dell'esecutivo di Hong Kong, una posizione equivalente al presidente regionale. Sebbene questa riforma stabiliva il suffragio universale per la sua elezione, limitava e condizionava la presentazione di candidature per l'approvazione del Partito Comunista Cinese. Più di due mesi di proteste si sono concluse con lo sfratto di uno dei più grandi centri finanziari del mondo e la detenzione di centinaia di manifestanti. A dicembre dello stesso anno, quando una commissione parlamentare britannica si preparava a recarsi in Cina per monitorare l'osservanza della dichiarazione, il governo cinese ha negato l'ingresso ai suoi membri nel paese. Cercando di giustificare questo rifiuto, il governo cinese ha sostenuto che la dichiarazione aveva perso la sua validità, poiché copriva solo il periodo tra la sua firma nel 1984 e il ritorno di Hong Kong in Cina nel 1997.